# Kovács Imre (sportriporter)
Kovács Imre Mátyás (Pécs, 1939. május 11. – Pécs, 2009. július 7.) magyar sportújságíró.
1939-ben született a Budai külvárosban, a Sándor utca 15. szám alatt Pécsett. Apja Kovács Imre József, az akkori Pécsi Kokszmű - későbbi nevén Pécsi Gázmű - erősáramú villanyszerelője, anyja Dutai Ilona háztartásbeli varrónő. Öccse, Kovács Miklós Sándor 1941. december 23-án született, nyolc hónappal később, 1942. augusztusában a kisgyermek súlyos bélhurutban elhunyt. Húga, Kovács Ilona Éva 1943. november 22-én született, 2015-ben hunyt el.
A Felsővámház (később Vorosilov) úti Általános Iskola tanulója volt, majd az Állami Nagy Lajos Gimnázium (ma Ciszterci Rend Nagy Lajos Gimnáziuma) olasz tagozatán végzett. Ebben az időben már aktív diákszínjátszó volt, az érettségit követően a Színművészeti Főiskolára felvételizett, ahová fel is vették rendező szakra, ám szülei válása miatt Pécsett kellett maradnia, s néhány alkalmi munkát követően (Állami Biztosító, Fényszöv) munkára jelentkezett a Magyar Rádió Pécsi Körzeti és Nemzetiségi Stúdiójában - a térségben közismert nevén a Pécsi Rádióban. Külsős munkatársként az archívumban kapott feladatot, de rövidesen riporterként tevékenykedett. 
1963-ban, a Körkapcsolás indulásakor csatlakozott az alapító stábhoz, rendszeresen tudósította a rádió hallgatóit a pécsi és baranyai mérkőzésekről.
„A művész én vagyok. Mert nekem mindig egy percben kellett elmondani azt, amire másoknak rengeteg idejük volt. Akár Pécsett, akár Kaposvárott, tisztában voltam azzal, milyen szerepet osztottak rám. A közvetítés is nagy dolog, de a rövidség, a tömörség, az érthetőség, az az igazi művészet, kisbarátom. Egyszer Kaposváron dolgoztam, látom, jön a Kalap (Zöllei János kazánfűtő, másodállásban fruttiárus, a Ferencváros legendás szurkolója), megáll a közvetítőfülke előtt, nagyot kiabál: két úr van ebben a stadionban: a Kalap úr, meg a Kovács úr! Majd egy marék cukorkát elém dobva ment tovább...”  (Idézet Lantos Gábor blogbejegyzéséből.)
Sportriporterként tudósíthatott az 1974-es németországi (NSZK) labdarúgó-világbajnokságról és az 1980-as moszkvai olimpiáról.
Negyvenegy éven át szerkesztő-riportere volt a Pécsi Rádiónak, 2003 januárjában, a stúdió alapításának 50. évfordulóján vonult nyugdíjba, miután részt vett a stúdió jubileumi műsor-sorozatának szerkesztésében.
1968. április 3-án kötött házasságot Hetesi Máriával (1948), a Pécsi Tudományegyetem Közgazdaságtudományi Karának későbbi dékáni hivatalvezetőjével. 19 év után, 1987-ben váltak el. Lányuk, Gáspár-Kovács Enikő (1970. január 24.) a Pécsi Tudományegyetem munkatársa, fiuk, Majoros-Kovács Miklós (1975. június 29.) a Zsolnay Kulturális Negyedben dolgozik rendezvényszervezőként, de korábban 19 éven át ő is a regionális rádióállomás munkatársa volt szerkesztő-riporterként, így számos műsort együtt készítettek. 2021. júliusa óta a Pécs TV külsős munkatársa, a Tónusok című kulturális magazint szerkeszti.